# Cefic
Le Conseil européen de l'industrie chimique ou Cefic (acronyme de son ancien nom Conseil européen des fédérations de l'industrie chimique) est la principale association professionnelle de l'industrie chimique. Il a été fondé en 1959 et son histoire suit celle de l'Union européenne. Son siège et ses bureaux sont situés à Bruxelles, rue Belliard.

## Histoire
L'association a été fondée en 1957 sous le nom de "Secrétariat international des groupements professionnels des industries chimiques des pays de la CEE (S.I.I.C)". Deux ans plus tard, le Conseil européen des fédérations de l'industrie chimique (Cefic) a vu le jour. Par ailleurs, les associations des industries chimiques de l'Association européenne de libre-échange (AELE) se sont également regroupées. En 1972 les deux organisations fusionnent sous le nom de Cefic pour mieux défendre les intérêts de l'industrie chimique au niveau international.
En 1990, l'association a changé de nom et est devenue l'European Chemical Industry Council. L'acronyme Cefic a cependant été maintenu.
De 2018 à 2020, le président du Cefic était Daniele Ferrari, de la société Versalis (Eni).
De 2020 à 2022, puis après réelection de 2022 à 2024, Martin Brudermüller, de la société BASF lui a succédé à la présidence.
Depuis 2024, Ilham Kadri de la société Syensqo (en) est désormais la présidente.
Le "report" de la révision du règlement REACH est attribuée au lobby de l'industrie chimique, en 2022.

## Membres

### Fédérations membres
| Association | Pays               |
| --- | ------------------ |
| Verband der Chemischen Industrie e.V. | Allemagne          |
| Fachverband der Chemischen Industrie Österreichs                                                                                              | Autriche           |
| ESSENSCIA | Belgique           |
| Procesindustriens Brancheforening / Association of Danish Process Industries                                                                  | Danemark           |
| Federacion Empresarial de la Industria Quimica Espanola                                                                                       | Espagne            |
| Kemianteollisuus ry | Finlande           |
| France Chimie | France             |
| Hellenic Association of Chemical Industries                                                                                                   | Grèce              |
| Hungarian Chemical Industry Association / Magyar Vegyipari Szövetség                                                                          | Hongrie            |
| PharmaChemical Ireland | Irlande            |
| FEDERCHIMICA - Federazione Nazionale dell'Industria Chimica                                                                                   | Italie             |
| Norsk Industri | Norvège            |
| Vereniging van de Nederlandse Chemische Industrie                                                                                             | Pays-Bas           |
| Polish Chamber of Chemical Industry | Pologne            |
| Associação Portuguesa das Empresas Químicas                                                                                                   | Portugal           |
| Association of Chemical Industry of the Czech Republic / Svaz chemického prumyslu Ceské republiky                                             | République tchèque |
| Chemical Industries Association (CIA) | Royaume-Uni        |
| Association of Chemical and Pharmaceutical Industry of the Slovak Republic / Zväz chemického a farmaceutického priemyslu Slovenskej republiky | Slovaquie          |
| Chamber of Commerce and Industry of Slovenia                                                                                                  | Slovénie           |
| Plast-& Kemiforetagen - The Swedish Plastics and Chemicals Federation                                                                         | Suède              |
| scienceindustries | Suisse             |
| Turkish Chemical Manufacturers Association | Turquie            |

### Fédérations associées
| Association | Pays     |
| --- | -------- |
| Bulgarian Chamber of Chemical Industry/Branshova Kamara na Turgovskite Drujestva ot Chimicheskata Promishlenost                                        | Bulgarie |
| Association of Chemical Industry/Udruzenje Kemijske Industrije                                                                                         | Croatie  |
| Federation of Estonian Chemical Industries/Eesti Keemiatoostuse Liit                                                                                   | Estonie  |
| The Association of Latvian Chemical and Pharmaceutical Industry/Latvijas Kimijas Un Farmacijas Uznemeju Asociacija                                     | Lettonie |
| Association of Lithuanian Chemical Industry Enterprises/Lietuvos Chemijos Pramones Imoniu Asociacija                                                   | Lituanie |
| FEPACHIM - Romanian Federation of Chemical and Petrochemical Industry/Federatia Patronatelor din Ramura Industriei Chimice si Petrochimice din Romania | Roumanie |